# زينب بنت الحارث
زينب بنت حارث هي امرأة يهودية عربية حاولت قتل النبي محمد بالسم بعد غزوة خيبر.

## نسبها
هي زينب بنت حارث بن خالد بن صخر القرشية التيمية، ولدت بأرض الحبشة مع أختها عائشة وفاطمة وماتت في الطريق وقبرها هناك.

## القصة
وردت القصة في كتاب فتح المنعم شرح صحيح مسلم كما يلي:
| زينب بنت الحارث | في المحرم سنة سبع من الهجرة خرج النبي صلى الله عليه وسلم إلى خيبر، لغزوها، فأقام يحاصرها بضع عشرة ليلة، إلى أن فتحها في صفر، بعد قتال شديد في شوارعها وبيوتها، قتل فيه كثير من اليهود، ولما استسلموا أعطاهم النبي صلى الله عليه وسلم أرض خيبر، أن يعملوا فيها ويزرعوها، ولهم شطر ما يخرج منها، وبينما كان رسول الله صلى الله عليه وسلم والمسلمون يجمعون أمورهم للعودة إلى المدينة، وهم مازالوا في منازل جيوشهم إذ أرسلت امرأة يهودية إلى رسول الله صلى الله عليه وسلم بشاة مشوية، دست فيها سماً قاتلاً، وزادت من كمية السم في الكتف والذراع، بعد أن علمت أن النبي صلى الله عليه وسلم يحب الكتف والذراع، ووضعت المائدة بالشاة بين يدي رسول الله صلى الله عليه وسلم ومن قرب منه من صحابته، وما كانوا يمدون أيديهم إلى طعام قبل أن يمد يده إليه صلى الله عليه وسلم، فأمسك صلى الله عليه وسلم بالذراع، ونهش منها نهشة بأسنانه، ونهش بشر بن البراء نهشة من قطعة لحم، وأسرع في مضغها وبلعها، لكن الرسول صلى الله عليه وسلم بعد أن مضغها مضغة وقبل ابتلاعها نطقت الذراع في يده، تقول: أنا مسمومة فألقى ما في فمه، فقال لأصحابه: أمسكوا. لا تأكلوا. الشاة مسمومة لكن بشر بن البراء كان قد ابتلع القطعة فاصفر لونه في الحال، فحاولوا إنقاذه وإسعافه. وجمع الرسول صلى الله عليه وسلم اليهود، فقال لهم: إني سائلكم عن شيء، فهل أنتم صادقون عنه؟ قالوا: نعم يا أبا القاسم. فقال: هل جعلتم في هذه الشاة سماً؟ فقالوا: نعم. فقال: ما حملكم على ذلك؟ فقالوا أردنا إن كنت كاذباً نستريح منك، وإن كنت نبياً لم يضرك، قال: من التي باشرت وضع السم؟ قالوا: زينب بنت الحارث، فجيء بها، فقيل لها: لم فعلت ما فعلت؟ قالت: أردت أن أقتلك، قتلت أبي وعمي وزوجي وأخي، ونلت من قومي ما نلت، قال: إن الله تعالى لم يكن ليمكنك من قتلي. قالت: قلت: إن كان نبياً فسيخبره الذراع، وإن كان ملكاً استرحنا منه، وقد استبان لي الآن أنك صادق، وأنا أشهد: وأشهد الحاضرين أني على دينك. أشهد أن لا إله إلا الله، وأن محمداً رسول الله. قال الصحابة: اقتلها يا رسول الله. قال: لا. ما قتلت، وأسلمت، وأنا لا أنتقم لنفسي، وكوى رسول الله صلى الله عليه وسلم نفسه، على عرق يعرف العرب أنه يقي من السم يعرف بالأبهر، ليبطل مفعول ما عساه دخل إلى الجسم بواسطة اللعاب، وجاءه الخبر أن بشر بن البراء مات من السم، فسلم رسول الله صلى الله عليه وسلم المرأة إلى أولياء بشر، ليقتلوها قصاصاً فقتلوها، وظل صلى الله عليه وسلم بعد هذه الحادثة ثلاث سنين، كلما جاء موعدها من كل سنة، وجد ألماً حتى كان مرض موته صلى الله عليه وسلم، فأحس الألم، واستمر معه حتى مات صلى الله عليه وسلم. | زينب بنت الحارث |